# 普雷托-维克马尔
普雷托-维克马尔（法語：Prétot-Vicquemare，法語發音：[pʁeto vikmaʁ]）是法国滨海塞纳省的一个市镇，属于鲁昂区。该市镇于1833年由原市镇普雷托（Prétot）和维克马尔（Vicquemare）合并而成。

## 地理
普雷托-维克马尔（49°43'51"N, 0°51'10"E）面积4.73 平方千米，位于法国诺曼底大区滨海塞纳省，该省份为法国北部沿海省份，其西部及北部濒大西洋英吉利海峡，东起顺时针与索姆省、瓦兹省、厄尔省和卡爾瓦多斯省接壤。
与普雷托-维克马尔接壤的市镇（或旧市镇、城区）包括：科地区贝维尔、布德维尔、埃塔勒维尔、勒维尔、科地区圣洛朗。

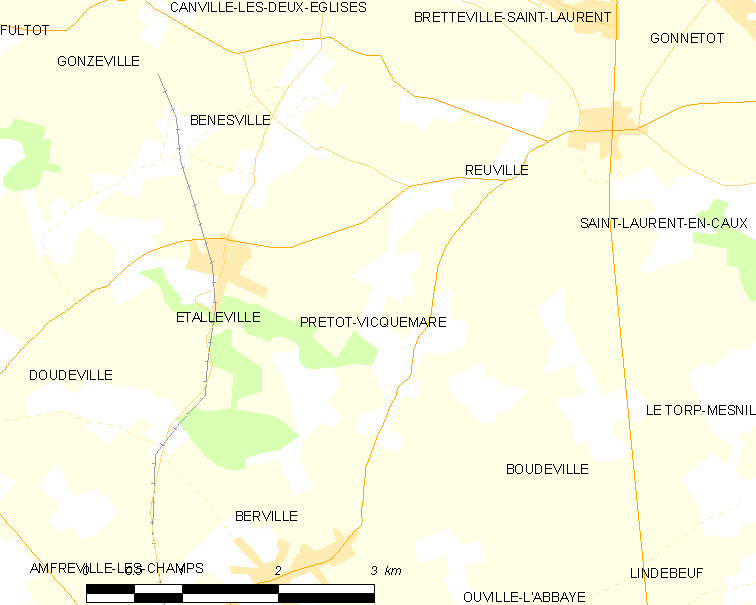
普雷托-维克马尔的OSM定位图

普雷托-维克马尔的时区为UTC+01:00、UTC+02:00（夏令时）。

## 行政
普雷托-维克马尔的邮政编码为76560，INSEE市镇编码为76510。

## 政治
普雷托-维克马尔所属的省级选区为伊沃托县。

## 人口

1962-2008年间普雷托-维克马尔人口变化图示

普雷托-维克马尔于2022年1月1日时的人口数量为229人。